# Through the Lens
Als Through the Lens (TTL; engl. für „durch das Objektiv [hindurch]“) bezeichnet man in der Fotografie alle durch das Objektiv hindurch erfolgenden Mess- und Steuervorgänge.
Dabei wird unterschieden zwischen
1. Methoden der Belichtungsmessung durch das Objektiv:
  - TTL-Belichtungsmessung, auch Innenmessung
  - TTL-Blitzmessung, auch Blitzinnenmessung
  - TTL-Vorblitz
2. Methoden der Schärfemessung (Schärfentiefe) durch das Objektiv:
  - TTL-Schärfemessung
  - TTL-Autofokus
  - TTL-Kontrastvergleichssystem